# ヨーゼフ・ベルヒトルト

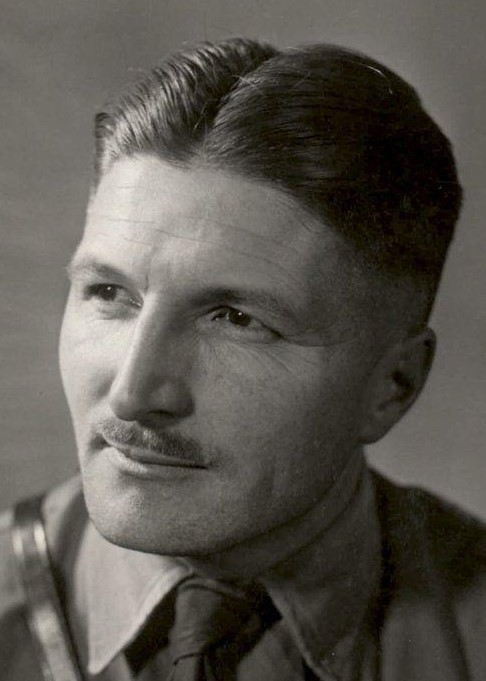
ヨーゼフ・ベルヒトルト

ヨーゼフ・ベルヒトルト（Joseph Berchtold、1897年3月6日 - 1962年8月23日）は、ドイツの政治家。国家社会主義ドイツ労働者党（ナチ党）の親衛隊（SS）の第2代親衛隊上級指導者、初代親衛隊全国指導者。

## 略歴
バイエルン王国インゴルシュタット出身。ミュンヘンの小学校とギムナジウムを出た後、第一次世界大戦中の1915年春にバイエルン王国陸軍に入隊。西部戦線へ出征した。1918年に戦争が終わった直後に予備役少尉に昇進した。また戦争中に二級鉄十字勲章とバイエルン軍功十字章を受章している。
1920年2月に国家社会主義ドイツ労働者党（ナチ党）へ入党（党員番号750）。はじめフランツ・クサーヴァー・シュヴァルツとともにナチ党の会計責任者をしていたが、1921年7月29日に一時ナチ党を離れた。1922年3月7日に党に戻り、突撃隊（SA）に入隊した。ミュンヘンの突撃隊の様々な「100人部隊」の指揮官となる。また1923年にはミュンヘンでタバコと文房具の販売店の経営を行った。
1923年8月には党首ヒトラーの警護を任務とする「アドルフ・ヒトラー特攻隊」の指揮官に任命された。1923年11月のミュンヘン一揆の失敗でオーストリアへ亡命した。亡命中の1925年に再入党（新しい党員番号964）。1926年4月にドイツへ帰国。1926年4月15日にユリウス・シュレックの後任として親衛隊の最高指揮官である親衛隊上級指導者に就任。1926年11月1日に親衛隊上級指導者の職名は、突撃隊最高指導者フランツ・プフェファー・フォン・ザロモンにより親衛隊全国指導者に変えられた。就任当初はシュレックよりラジカルであると期待されたが、思う様に手腕を発揮できないまま、翌1927年3月にはエアハルト・ハイデンに親衛隊全国指導者の地位を譲った。以降は突撃隊に戻り、親衛隊から完全に離れた。突撃隊の階級は、1931年に突撃隊大佐、1933年に突撃隊上級大佐、1934年に突撃隊少将、1937年に突撃隊中将、1942年に突撃隊大将と昇っている。
1927年1月から党の機関紙であるフェルキッシャー・ベオバハターの主筆になった。1934年にミュンヘン一揆参加者として血の勲章が授与された（番号は9）。1936年から国会議員となり、1945年5月8日のドイツの敗戦に伴う国会の消滅までその地位は保持している。文化帝国評議会や突撃隊文化サークルのメンバーにもなっている。
1940年4月29日からは予備役大尉として陸軍に勤務していた。
1945年、オーバープファッフェンホーフェンで連合軍に逮捕され一時拘留された。1962年8月23日にヘルシング・アム・アンマーゼーで死去した。

## キャリア

### 階級
- 1918年、予備役少尉
- 1926年、親衛隊全国指導者
- 1931年12月18日、突撃隊大佐
- 1933年1月1日、突撃隊上級大佐
- 1934年11月9日、突撃隊少将
- 1937年5月1日、突撃隊中将
- 1940年4月29日、予備役大尉
- 1942年1月30日、突撃隊大将

### 受章
- 1914年版二級鉄十字章
- バイエルン軍功十字章（ドイツ語版）
- 名誉十字章前線戦士章
- 黄金ナチ党員バッジ
- 血の勲章（9番、1934年）
- 突撃隊名誉短剣（1934年）
- 古参闘士名誉章（SA、1934年）
- 勤続章（ドイツ語版）
  - ナチ党勤続章
    - 銅章
    - 銀章
    - 金章